# Trio à Rhodes
Trio à Rhodes (Triangle at Rhodes) est une nouvelle policière d'Agatha Christie mettant en scène le détective belge Hercule Poirot.
Initialement publiée le 2 février 1936, dans la revue This Week aux États-Unis, cette nouvelle n'a été reprise en recueil qu'en 1937, dans Murder in the Mews au Royaume-Uni. Elle a été publiée pour la première fois en France dans la revue Mystère Magazine en septembre 1959, puis dans le recueil Témoin à charge en 1969.

## Résumé
Un premier couple : Tony Chantry et Valentine Chantry.

Un second couple : Douglas Gold et Marjorie Gold.

Douglas Gold tente de séduire Valentine Chantry, au grand dam de l'époux de celle-ci. D'où le triangle Valentine / Tony / Douglas.

Mais Valentine est empoisonnée. Qui l’a tuée ? Son mari qui ne supporterait pas de la voir partir avec un autre homme ? Par le séducteur ? Par l'épouse du séducteur ?
Mais Valentine était-elle la personne que le tueur souhaitait vraiment tuer ?

## Publications
Avant la publication dans un recueil, la nouvelle avait fait l'objet de publications dans des revues :
- le 2 février 1936, aux États-Unis, dans l'hebdomadaire This Week[1], accompagnée d'illustrations de Stanley Parkhouse ;
- en mai 1936, au Royaume-Uni, sous le titre « Poirot and the Triangle at Rhodes », dans le no 545 du mensuel The Strand Magazine[1] ;
- en décembre 1956, aux États-Unis, sous le titre « Before It’s Too Late », dans le no 6 (vol. 28) de la revue Ellery Queen's Mystery Magazine[2] ;
- en février 1957, en Australie, sous le titre « Before It’s Too Late », dans le no 116 de la revue Ellery Queen's Mystery Magazine (Australia)[3] ;
- en août 1958, au Royaume-Uni, sous le titre « Double Alibi », dans le no 1 (vol. 1) de la revue Suspense[4] ;
- en septembre 1959, en France, sous le titre « Meurtre en triangle », dans le no 140 de Mystère Magazine[5].

La nouvelle a ensuite fait partie de nombreux recueils :
- en 1937, au Royaume-Uni, dans Murder in the Mews[1],[6] (avec 3 autres nouvelles) ;
- en 1937, aux États-Unis, dans Dead Man's Mirror and Other Stories[1] (recueil ne reprenant que 3 des 4 nouvelles du recueil britannique) ;
- en 1969, en France, dans Témoin à charge[5] (avec 7 autres nouvelles) ;
- en 1992, en France, dans Le Miroir du mort (réédition de « Poirot résout trois énigmes ») (avec les 3 nouvelles des précédentes éditions).

## Adaptation
- 1989 : Énigme à Rhodes (Triangle at Rhodes), téléfilm britannique de la série télévisée Hercule Poirot (6e épisode, 1.06), avec David Suchet dans le rôle principal.